# Hősök temploma (Kaposvár)
A kaposvári Hősök temploma (más néven Jézus szíve templom) a város egyik helyi építészetiérték-védelem alatt álló épülete. Nevét onnan kapta, hogy többek között a somogyi katonák hősiességének és a harcban elesett katonáknak állít emléket. Ma falán több hasonló témájú emléktábla, körülötte több katonai jellegű emlékmű is található.

## Története
Kaposvár keleti városrésze a cukorgyár 1894-es elindulásának köszönhetően épült ki. Néhány évtized alatt szinte a semmiből egy több mint hatezer lakosú városrész jött létre a térségben, ám temploma ekkor még nem volt. Az 1920-as évekre jutottak el odáig a helyiek, hogy komolyan elkezdték tervezni egy új templom építését. Nagy lehetőséget kínált, hogy Vétek György polgármester és a város vezető testülete az építkezés céljára ingyen odaadta a Keleti temető régi, használaton kívüli részét, azonban az anyagi háttér még hiányzott. A probléma megoldásához óriási összefogás alakult ki: amellett, hogy felhasználták Döbrössy Alajos pécsi kanonok egy kaposvári templom építésére felajánlott vagyonát, Rott Nándor veszprémi püspök is jelentős pénzösszeggel járult hozzá az építkezéshez, és Kladnigg Alajos, a cukorgyár igazgatója is csatlakozott az adományozókhoz, a helyi lakók pedig mintegy 250 000 téglát és 1400 kocsi homokot gyűjtöttek össze. Ugyancsak sok pénzadományt szedett össze Boldizsár József Zoltán, aki annyit járt-kelt a cél érdekében, hogy csak „lukas talpú papnak” nevezték ezután. Mindezek mellett tárgysorsjátékok, színielőadások és ünnepélyek bevételéből is jelentős pénzt ajánlottak fel a templom javára.
Bár az alapkövet csak 1925. július 5-én tették le, az építkezés már tavasszal elkezdődött, így az alapkőletétel idején a falak már több méter magasan álltak. A Petrovácz Gyula tervei alapján épülő templom két év alatt lett kész, felszentelésére 1927. június 19-én került sor. A főoltár alá elhelyezték azt az okmányt, amely leírja, hogy a templom többek között „a nagy Magyarország feltámadásának reményében” épült.
A szomszédos, Kappéter István által tervezett plébániaház körülbelül a templommal egy időben épült: 1927. október 30-án adták át. Ennek felépítéséhez a legjelentősebb hozzájárulást özv. Szekér Ferencné adta, aki teljes vagyonát erre a célra ajánlotta fel.
A templom négy harangját, amelyet a soproni Seltenhofer és Fia nevű cég készített, 1929 márciusában szentelték fel. Míg az egyik harang felirata szerint azt „a magyar katonák vitézségének megörökítésére a kaposvári helyőrség és a somogymegyei vitézek ajándékozták”, a nagyharangra az van írva, hogy „Jézus Szíve egyházközség híveinek és egész Kaposvár rt. város közönségének áldozatkészségéből készült ezen harang, hogy ércszavával hirdesse örök időkön át Jézus Szent Szíve dicsőségét és ezen szegény munkásnegyed lakóinak verejtékes, áldozatos szeretetét, mely ezen templomot Jézus Szent Szíve tiszteletére és a világháborúban elesett somogyi hősök emlékére 1925–1928 létrehozta”.
Maga a Jézus Szíve plébánia, amelynek a központja ez a templom, 1929-ben jött létre, plébánosává 1930-ban Boldizsár Józsefet választották. Kladnigg Alajos cukorgyári igazgatót az egyházközség világi elnökévé nevezték ki.

## Az épület
A nyugat–délnyugati irányba néző templom egy kis parkosított területen áll. Egyetlen tornya a bélletes, három félköríves bolthajtással ellátott kapujú főbejárat fölött magasodik, rajta egy körablak éppúgy megfigyelhető, mint a romanikus építészet egyik jellegzetessége, az ikerablakok. Csúcsa gúla alakú, ám ennek négy oldalát a torony falainak síkjában lemetszették, az így keletkezett oromzati felületeken pedig vakolatkerettel övezett toronyórákat helyeztek el. A bejárati kapu két szárnyának burkolata tömör deszkából készült, díszes vasveretekkel. Maga az épület alaprajza latin kereszt, a szentély és a kereszthajó is félkörívvel záródik, hátsó részén kapott helyet a kör alaprajzú keresztelőkápolna. A templomhajó egyszerű dongaboltozatos, torony felőli részén galéria található. Mind a szentély, mind az oldalkápolnák padlóját egy-egy lépcsőfoknyival megemelték a főhajóéhoz képest. A falakat gazdag freskódíszítés jellemzi (1948–1949-ben alkotta őket Gebauer Ernő), a festett üvegablakok feliratai az adományozók neveit is megörökítik. A hajó és a kápolnák ablakai szenteket ábrázolnak, a szentélyé a hét szentség jelképeit jeleníti meg. A főoltár, a szószék és a keresztkút is márványból készült, de míg előbbi szürke és sárgásfehér, addig utóbbiak vörösek. A beltéri lakatosmunkákat Győrffy Gyula készítette, különösen figyelemre méltó a főhajó tetejéről lógó csillár. A templom orgonája, amely a szegedi dóménak kicsinyített mása, 1932 óta működik.

## Emlékművek és emléktáblák
A templom falán több emléktábla, körülötte pedig több emlékmű hívja fel a figyelmet az egykori katonák hősiességére. Az első emléktáblát 1929. augusztus 25-én avatták fel, ez a császári és királyi 24. tábori vadászzászlóalj hősi halottainak állít emléket, 2000 májusában pedig a bejárat előtt állítottak fel egy négy és fél méter magas márványobeliszket. A belső falon látható emléktáblák, amelyek 1100-nál is több elesett katona, munkaszolgálatos és polgári áldozat neveit tartalmazzák, 2001-ben kerültek a helyükre. 2006-ban a Somogy megyei ’56-osok, négy évvel később, 2010. november 16-án a Horthy Miklós által alapított vitézi rend, 2013-ban Mindszenty József, 2016-ban pedig Agg József korábban itt szolgált főesperes–plébános kapott emléktáblát a templom falán.
2015-ben újabb emlékművel bővült a templom környezete: az 1993-ban a Jókai ligetben felavatott második világháborús emlékművet ugyanis áthelyezték a Hősök temploma elé.